# Осада Лилля (1297)
В ходе Фландрской войны 1297-1305 гг. город Лилль был осаждён французскими войсками с 23 июня по 1 сентября 1297 года.
Граф Фландрии Ги де Дампьер, заручившись поддержкой могущественных союзников — королей Эдуарда I Английского и Адольфа Германского, в январе 1297 года объявил, что отныне не считает французского короля своим сюзереном. Тот в ответ объявил о конфискации графства.
В начале лета 1297 года французские войска вторглись в Фландрию. Они заняли Орши и Селен, и 23 июня осадили Лилль. Пехота обстреливала город из осадных орудий, а кавалерия занялась грабежами в предместьях.
Обороной Лилля руководил Роберт де Бетюн — старший сын Ги де Дампьера. Французской армией командовал король Филипп Красивый. Узнав о прибытии отрядов союзников фландрского графа, он отправил им навстречу кавалерию под предводительством Роберта II д’Артуа.
Осада длилась 9 недель. В городе стала ощущаться нехватка продовольствия.
После того, как французская армия 20 августа одержала победу в битве при Фюрне, жители Лилля начали переговоры об условиях сдачи. Король торопился взять Лилль, потому что опасался высадки англичан, и поэтому пошёл на некоторые уступки.
Договор о капитуляции был подписан 29 августа. Роберту де Бетюну разрешалось покинуть город вместе со своим отрядом. 1 сентября в Лилль вошли французы во главе с королём Филиппом Красивым, который пообещал сохранить городские привилегии.